# Tekellina miudinha
Espèce
Tekellina miudinha est une espèce d'araignées aranéomorphes de la famille des Synotaxidae.

## Distribution
Cette espèce est endémique de État de São Paulo au Brésil,. Elle se rencontre vers Iporanga.

## Description
La femelle holotype mesure 1,40 mm.

## Systématique et taxinomie
Cette espèce a été décrite par Rodrigues et Estol en 2024.

## Publication originale
(juillet 2024).
- Estol, Valiati, Brescovit & Rodrigues, 2024 : « On the Neotropical species of the spider genus Tekellina Levi, 1957 (Arachnida: Araneae: Synotaxidae). » European Journal of Taxonomy, vol. 943, p. 154-178 (texte intégral).